# Давидківська сільська рада (Коростенський район)
| Давидківська сільська рада — колишня адміністративно-територіальна одиниця та орган місцевого самоврядування у Коростенському (Ушомирському) районі і Коростенській міській раді Коростенської і Волинської округ, Київської й Житомирської областей Української РСР та України з адміністративним центром у с. Давидки. Сільській раді були підпорядковані населені пункти: - с. Давидки - с. Видень - с. Дружбівка |

## Населення
Кількість населення ради, станом на 1923 рік, становила 2 167 осіб, кількість дворів — 377.
Відповідно до результатів перепису населення СРСР, кількість населення ради, станом на 12 січня 1989 року, становила 581 особу.
Станом на 5 грудня 2001 року, відповідно до перепису населення України, кількість мешканців сільської ради становила 447 осіб.

## Склад ради
Рада складалася з 12 депутатів та голови.

## Керівний склад сільської ради
| ПІБ                           | Основні відомості                                                    | Дата обрання | Дата звільнення |
| ----------------------------- | -------------------------------------------------------------------- | ------------ | --------------- |
| Рашко Надія Олександрівна     | Сільський голова, 1953 року народження, освіта, член народної партії | 26.03.2006   | 31.10.2010      |
| Вигівський Володимир Іванович | Сільський голова, 1968 року народження, освіта середня спеціальна    | 31.10.2010   |                 |

Примітка: таблиця складена за даними джерела

## Історія
Створена 1923 року в складі сіл Давидки, Погоріле (згодом — Дружбівка), хуторів Видень і Витиця Іскоростської волості Коростенського повіту Волинської губернії. Станом 17 грудня 1926 року в підпорядкуванні числиться х. Жупаннє. На 1 жовтня 1941 року хутори Витиця та Жупаннє не перебувають на обліку населених пунктів.
Станом на 1 вересня 1946 року сільська рада входила до складу Коростенського району Житомирської області, на обліку в раді перебували села Давидки, Погоріле та х. Велень.
Ліквідована 5 березня 1959 року, відповідно до рішення Житомирського облвиконкому № 161 «Про ліквідацію та зміну адміністративно-територіального поділу окремих сільських рад області», територію та населені пункти приєднано до складу Купищенської сільської ради Коростенського району. Відновлена 16 червня 1969 року, відповідно до рішення Житомирського ОВК № 282 «Про зміни в адміністративно-територіальному поділі деяких населених пунктів Коростенського і Чуднівського районів», у складі сіл Видень, Давидки та Дружбівка Купищенської сільської ради Коростенського району.
На 1 січня 1972 року сільська рада входила до складу Коростенського району Житомирської області, на обліку в раді перебували села Видень, Давидки та Дружбівка.
Від 22 липня 2016 року територія ради увійшла до складу новоствореної Горщиківської сільської територіальної громади Коростенського району Житомирської області.
Входила до складу Коростенського (Ушомирського) району (7.03.1923 р., 28.02.1940 р.) та Коростенської міської ради (1.06.1935 р.).